# Tyrone Hayes
Tyrone B. Hayes (29 de julho de 1967) é um biólogo americano e professor de Biologia Integrativa na Universidade da Califórnia, Berkeley, conhecido por sua pesquisa concluindo que o herbicida atrazina é um desregulador endócrino que desmasculiniza e feminiza sapos machos. Ele também defende a revisão crítica e a regulamentação de pesticidas e outros produtos químicos que podem causar efeitos adversos à saúde. Ele apresentou centenas de artigos, palestras e seminários sobre suas conclusões de que os contaminantes químicos ambientais têm desempenhado um papel no declínio global dos anfíbios e nas disparidades de saúde que ocorrem em populações minoritárias e de baixa renda.
A pesquisa de Hayes sobre a atrazina como um desregulador endócrino foi contestada pela Syngenta (fabricante da atrazina) e pela Autoridade Australiana de Pesticidas e Medicamentos Veterinários.

## Infância e educação
Tyrone Hayes nasceu em Columbia, Carolina do Sul, filho de Romeu e Susie Hayes em 1967. Quando criança, ele estudou lagartos e sapos, particularmente interessado na maneira como os sapos se transformavam de girinos em sua forma adulta. Ele ganhou uma feira de ciências estadual com uma pesquisa que mostrou que os lagartos anoles tinham que estar acordados para mudar de cor. Ele se formou na Dreher High School em 1985 e obteve o bacharelado, e mestrado em biologia em 1989 pela Harvard University. Sua dissertação foi sobre os mecanismos genéticos e ambientais que determinam o sexo da rã-da-madeira. Ele continuou seus estudos na University of California, Berkeley, onde recebeu seu Ph.D. graduado em biologia integrativa em 1993 por seu estudo do papel dos hormônios na mediação das respostas do desenvolvimento às mudanças ambientais em anfíbios.